# 쎄시봉 (영화)
《쎄시봉》은 2015년에 개봉한 대한민국의 영화이다.

## 개요
대한민국 음악계에 포크 열풍을 일으킨 조영남, 윤형주, 송창식, 이장희 등을 배출한 음악감상실 '쎄시봉'을 배경으로 그 시절을 풍미했던 추억의 통기타 음악과 한 남자의 잊지 못할 첫 사랑의 이야기를 그려낸 작품이다.

## 줄거리
한국 포크 음악계의 전설이 된 ‘트윈폴리오’에 제 3의 멤버가 있었다?!
한국 음악계에 포크 열풍을 일으킨 조영남, 윤형주, 송창식, 이장희 등을 배출한 음악감상실 ‘쎄시봉’, 젊음의 거리 무교동 최고의 핫플레이스였던 그곳에서 ‘마성의 미성’ 윤형주와 ‘타고난 음악천재’ 송창식이 평생의 라이벌로 처음 만나게 된다. ‘쎄시봉’ 사장은 이들의 가수 데뷔를 위해 트리오 팀 구성을 제안하고, 자칭 ‘쎄시봉’의 전속 프로듀서 이장희는 우연히 오근태의 중저음 목소리를 듣고 그가 두 사람의 빈틈을 채워줄 ‘숨은 원석’임을 직감한다. 기타 코드조차 제대로 잡지 못하는 통영 촌놈 오근태는 이장희의 꼬임에 얼떨결에 ‘트리오 쎄시봉’의 멤버로 합류하게 되고 그 시절, 모든 남자들의 마음을 사로잡은 ‘쎄시봉’의 뮤즈 민자영에게 첫눈에 반해 그녀를 위해 노래를 부르기로 결심하는데....
그 시절, 젊음의 거리 무교동을 주름잡던 음악감상실‘쎄시봉’
모두의 마음을 사로잡은 단 한명의 뮤즈 그리고 잊지 못할 가슴 시린 첫사랑의 기억...

## 캐스팅
- 김윤석 - 오근태 역
- 정우 - 20대 오근태 역
- 김희애 - 민자영 역
- 한효주 - 20대 민자영 역 / 민세영 역
- 장현성 - 이장희 역
- 진구 - 20대 이장희 역
- 강하늘 - 윤형주 역
- 조복래 - 송창식 역
- 최규환 - 이선생 역
- 이지훈 - 이상벽 역
- 문지인 - 죽 역
- 이미소 - 명숙 역
- 고다연 - 국 역
- 권해효 - 김춘식 역
- 기도훈 - 김세환 역
- 이대연 - 근태 부 역
- 김미경 - 근태 모 역
- 이용이 - 근태 고모 역
- 조완기 - 재필 역
- 안재홍 - 병철 역
- 천민희 - 기획팀장 역
- 최유화 - 선배 배우 역
- 정연주 - 의상실 배우 역
- 이승하 - 영남의 여자친구 역
- 김선빈 - 형사 1 역
- 이주원 - 형사 2 역
- 천석기 - 형사 3 역
- 권혁풍 - 형주 부 역
- 최영인 - 자영 모 역
- 윤준호 - 가요대행진 사회자 역
- 이상원 - 조연출 역
- 박소담 - 여고생 1 역
- 오하늬 - 여고생 2 역
- 김민희 - 여고생 3 역
- 김채희 - 여고생 4 역
- 양희명 - 하숙생 1 역
- 한인규 - 하숙생 2 역
- 왕정현 - 하숙생 3 역
- 신민수 - 하숙생 4 역
- 김미라 - 연극무대 배우 1 역
- 차상미 - 연극무대 배우 2 역
- 이관영 - 연극무대 배우 3 역
- 정수교 - 울리는 남자 역
- 김태환 - 취객 역
- 권혁훈 - 선술집 친구 1 역
- 김재철 - 선술집 친구 2 역
- 정수교 - 선술집 친구 3 역
- 천준호 - 선술집 친구 5 역
- 김승찬 - 선술집 친구 6 역
- 최성택 - 선술집 경찰 역
- 이정호 - 60대 윤형주 역
- 김복남 - 60대 송창식 역
- 장지인 - 미란 역
- 이상희 - 여작가 역
- 김인권 - 조영남 역 (특별출연)
- 김재욱 - 강명찬 역 (특별출연)
- 라임 - 명동거리 여자 역 (특별출연)